# Хојна
Хојна (пољ. Chojna, немачки - Königsberg in der Neumark) је град и општина у Пољској. Налази се у војводству Западно Поморје, у грифињском повјату.
Град је и седиште истоимене општине. Од 1975. до 1998. град се налазио у Шчећинском војводству.
По подацима од 2011. у граду је живело 7.356 становника..
Поред града протиче река Ружица (десна притока Одре).

## Становништво
Према прелиминарним подацима са пописа, у граду је 2011. живело 7.356 становника.
| 2002. | 2011. | 2012. |
| ----- | ----- | ----- |
| 7.069 | 7.356 | 7.353 |

## Партнерски градови
- Швет
- Алтеа
- Бад Кецтинг
- Белађо
- Bundoran
- Гранвил
- Холстебро
- Houffalize
- Meerssen
- Niederanven
- Превеза
- Sesimbra
- Sherborne
- Karkkila
- Окселесунд
- Јуденбург
- Кесег
- Сигулда
- Сушице
- Türi Rural Municipality
- Звољен
- Пријенај
- Marsaskala
- Сирет
- Agros
- Шкофја Лока
- Трјавна